# Kod apokalipsisa
Kod apokalipsisa (russisk: Код апокалипсиса) er en russisk spillefilm fra 2007 af Vadim Sjmeljov.

## Medvirkende
- Anastasija Zavorotnjuk som Darja
- Vensan Peres som Lui Devje
- Vladimir Mensjov som Kharitonov
- Oskar Kutjera som Anton
- Aleksej Serebrjakov som Sergej